# Jane Jacobsová
Jane Jacobsová (nepřechýleně Jacobs; 4. května 1916 Scranton – 25. dubna 2006 Toronto) byla americko-kanadská novinářka, spisovatelka a aktivistka.
Silně ovlivnila urbanistické myšlení a akademická studia velkoměstského života. Její kniha Smrt a život amerických velkoměst z roku 1961 rozproudila v USA širokou společenskou diskusi o podobě amerických měst. Byla známa též svým bojem proti bourání starých předměstských čtvrtí, slavnou se stala zejména kampaň za záchranu newyorské čtvrti Greenwich Village roku 1961 či proti stavbě dálnice na Manhattanu. Roku 1968 opustila na protest proti Vietnamské válce USA a odešla do Kanady, kde žila až do konce života (roku 1974 získala kanadské občanství). V Kanadě pokračovala ve svém aktivismu, bojovala například proti dálnici v Torontu. Její protesty měly environmentalistický i feministický nádech, neboť kritizovala, že většina urbanistických plánů akcentuje mužský pohled na svět. Sama byla často kritizována za diletantismus, neboť neměla vysokoškolské vzdělání. Její koncepty však ovlivnily sociologii, kulturální studia a jiné sociální vědy 2. poloviny 20. století.

## Životopis
Jane Jacobs, rozená Butznerová se narodila 4. května 1916 ve městě Scranton ve státě Pensylvánie. Vyrůstala v protestantské rodině, její otec John Decker Butzner pracoval jako lékař a její matka Bess Robison Butzner pracovala jako učitelka a sestřička. Její bratr John Decker Butzner, Jr. (1917-2006) pracoval jako soudce. Během hospodářské krize v roce 1935 se přestěhovala ze svojí sestrou Betty do New Yorku. Už tehdy si našla zalíbení v Manhattanské čtvrti Greenwich Village. První roky v New Yorku pracovala hlavně jako těsnopisec a novinářka na volné noze. V této době se také začala zabývat oblastí podob amerických měst. Později pracovala pro obchodní časopisy.

## Kariéra

### USA
Už za války pracovala jako reportérka pro Válečnou informační službu a později psala do magazínu Amerika, vydávaného ministerstvem zahraničí Spojených států.  V té době poznala i svého budoucího muže Roberta Hyde Jacobse Jr. Po válce Robert přestal pracovat pro společnost Grumman, zatímco Jane se dál věnovala psaní pro Ameriku. Z magazínu Amerika odešla v roce 1952 a začala pracovat v časopisu Architectural Forum. Tady se začíná věnovat územnímu plánování a zpustlým čtvrtím, tzv. urbánního rozkladu. V roce 1958 přispěla svým článkem „Downtown je pro lidi“ do časopisu Fortune. Tento článek se stal první veřejnou kritikou Roberta Mosese. Článek si získal pozornost i náměstka ředitele oddělení humanitních věd Rockefellerovy nadace a v květnu 1958 bylo Jane Jacobs nabídnuto místo v této organizaci. Začala tu pracovat jako recenzent grantových návrhů. Téhož roku získala Jacobs grant na studii městského plánování a života v USA.
V následujících třech letech se Jane Jacobs zabývala nápady a návrhy, které podle ní měly zlepšit život ve městech a fungování těchto měst. Nakonec po letitém výzkumu v roce 1961 vydala knihu Smrt a život amerických velkoměst. Tato kniha se stala jednou z nejvlivnějších knih o městském plánování. Zavedla pojmy jako „sociální kapitál“ a „oči na ulici“, které se staly populární i v mnoha jiných odvětví. V letech 1950–1960 proběhl „boj o Greenwich Village“ – o čtvrť, kde sama Jane Jacobs bydlela. V této čtvrti měla být podle plánů Roberta Mosese vedena dálnice (Lower Manhattan Expressway) a to přímo před Washington Square Park. V rámci této akce mělo být zbouráno několik bloků domů, které měly být nahrazeny výškovými budovami. 132 rodin by bylo nuceno se přestěhovat. Jane Jacobs předsedala komisi, která měla tuto stavbu zastavit. Navzdory úspěšnému blokování byla nakonec v roce 1968 zatčena při veřejném slyšení, za podněcování nepokojů a výtržnictví.

### Kanada
Brzy po svém zatčení v roce 1968 se Jane Jacobs přestěhovala do Toronta, kde žila až do své smrti. Spojené státy se rozhodla opustit, protože nesouhlasila s Vietnamskou válkou, ve které se USA angažovaly a především kvůli synům, kteří se tak vyhnuli narukování do armády. V Torontu žila v oblasti, které se také přezdívá „Americké ghetto“  a v roce 1974 získala kanadské občanství, ovšem na úkor toho amerického. V novém městě navázala na svou americkou kariéru a stala se vůdčí osobností protestu proti dálnici Spadina Expressway. Při demonstracích byla dokonce zatčena. Kromě dálnice Spadina Expressway se také podílela například na vylepšení čtvrti St. Lawrence. V roce 1996 získala Řád Kanady za své spisy a podnětné komentáře k rozvoji měst a v roce 2002 jí dokonce sekce Americké sociologické asociace The Community and Urban Sociology udělila ocenění za celoživotní přínos. V roce 1997 sponzorovalo Toronto konferenci s názvem „Jane Jacobs: Ideas That Matters“. U příležitosti této konference byla vytvořena i cena Jane Jacobs. Ta měla každoročním příspěvkem 5000 dolarů po dobu tří let podpořit „hrdiny Toronta“, tedy civilisty, kteří se podílí na zlepšování městského života. Téhož roku se také postavila proti sloučení měst „Metra Torontu“.  Jacobs se nikdy nebála vyjádřit podporu ani politickým kandidátům. Podporovala například ekologa Tookera Gomberga  a stala se poradcem Davida Millera při jeho úspěšné kampani v roce 2003.  Aktivní byla také v boji proti plánu Royal St. George College (chlapecká škola v blízkosti její rezidence), která chtěla změnit své služby a funkce. Vliv měla i na plánování městského rozvoje ve Vancouveru. 
Zemřela v Západní nemocnici v Torontu 25. dubna 2006 ve věku 89 let, podle všeho na mozkovou mrtvici.

## Kritika
Jacobs byla často kritizována developery a projektanty za zachování newyorské čtvrti West Greenwich Village. Mezi velké kritiky patřil např. i jeden z největších projektantů a stavitelů městských čtvrtí 20. století, Robert Moses. V návaznosti na vzrůstající kritiku od uznávaných osobností v oboru územního plánování, začaly být její myšlenky analyzovány v souvislosti s následky, které jejich vlivy vytvořily.
V místě jako je West Greenwich Village tvrdila, že její nápady povedou a budou udržovat kulturní a ekonomickou rozmanitost, ale namísto toho vedly k obrovské gentrifikaci a v této oblasti začaly být jedny z nejdražších nemovitostí na světě. Její vlastní dům se po roce 2000 prodal za více než 3 miliony dolarů. Pravděpodobně i to, že její rodina úředníků změnila starou cukrárnu na domov, naznačovalo postupnou gentrifikaci, která by byla pod vlivem jejích myšlenek.
Nicméně, gentrifikace byla způsobena také i naprosto nečekaným přívalem bohatých obyvatel zpět do vnitřních částí města a ten rozsah, kterým její nápady usnadnily tento jev, byl v té době nepředstavitelný. Například obhajovala zachování starých budov, obzvláště kvůli tomu, že již neměly žádnou ekonomickou hodnotu, díky čemuž byly dostupné pro chudé obyvatelstvo. Chudí lidé pro ni představovali jistotu zajištění sociální různorodosti. Takové množství starých budov nabylo ekonomické hodnoty jenom díky tomu, že jejich stáří bylo v roce 1961 nevěrohodné. Tento problém gentrifikace byl hlavním důvodem pro kritiku Jacobs. Její koncepty byly ovšem kritizovány i ze širšího hlediska. Přestože její plány byly v některých kontextech považovány za univerzální, jindy byly kritizovány za to, že jsou prakticky nepoužitelné v případě rychlého růstu měst (jako v případě některých megalopolí v zemích tzv. globálního jihu). Takové argumenty naznačují, že se její nápady dají použít pouze pro města s podobnými problémy, jako měl New York, kde Jacobs zrealizovala většinu svých nápadů.
Mezi její kritiky patří například socioložka Sharon Zukin či teoretik Dyan Sudjic.

## Díla

### Smrt a život amerických velkoměst
Autorka v knize porovnává realitu amerických velkoměst jako např. New York, Boston, Los Angeles, Philadelphia, Chicago, atd. s názory odborníků urbanistů. Děje se tak, jednoduchou formou vhodnou i pro čtenáře laické veřejnosti. Upozorňuje na řadu problémů současných měst, které jsou přehlíženy. V moderním urbanismu viděla utváření monofunkčních a nepřirozených městských prostor, které ničí komunity a vedou k vytvoření izolovaných městských prostor. Kniha není pouhou kritikou soudobého urbanistického uvažování, ale jde také o to, najít vhodné  řešení. Vede architekty urbanisty k uvažování, aby se přestali držet zajetých kolejí a našli jinou cestu. Tím Jane Jacobs samozřejmě rozpoutala mezi odborníky debatu a na jedné straně se jí dostalo mnoho chvály, ale i neméně kritiky.

### Ekonomie měst
Tato kniha navazuje na dřívější téma měst a jejich rozvoje, kterým se autorka věnovala ve své předchozí knize Smrt a život amerických velkoměst. Jane Jacobs si v této knize klade jednoduchou otázku: „Proč některá města bohatnou a druhá zase upadají?“ Tímto tématem se již zabývalo mnoho myslitelů už od řeckého historika Hérodota. Jacobs představila analýzu, která je v rozporu s převládajícími názory na rozvoj měst. Obecně se předpokládá, že zemědělská éra předcházela období rozvoje měst. Podle Jacobs města existovala dokonce již před vznikem zemědělství, aby mohla vytvářet tlak na inovace v pěstování plodin. Teprve z měst se moderní zemědělství mohlo dále šířit na venkov. Nakonec dodává, že každá forma ekonomického rozvoje má svůj původ ve městě.
K obhajobě svých myšlenek uvádí několik příkladů. Například z archeologických výzkumů je zřejmé, že první města byla obchodními křižovatkami, obchodování na místních trzích vedlo ke vzniku organizovaného zemědělství a chovu dobytka. Jako další příklad uvádí vývoj výroby cyklistických kol v Japonsku. Dovoz jízdních kol do Japonska ze západních zemí mělo za následek, že místní podnikatelé otvírali více a více dílen na opravy. Nakonec se Japonci stali tak dobří v opravě jízdních kol, že začali s vlastním vývojem a výrobou. Z těchto příkladů dospěla Jacobs k závěru, že města bohatnou ze zpracování, obnovy a exportu dováženého zboží a služeb, což má za následek zvýšení příjmů, které následně mohou být použity pro import nového zboží. Tuto zákonitost přepsala do vzorce D+A=nD, kde D je dělba práce v daném ekonomickém systému, A jsou nové aktivity podnikatelů a nD je výsledek vzniku nové dělby práce. Toto srovnání jednoduše ukazuje, že nové činnosti se vyvíjejí ze stávajících a tím roste i ekonomika měst.

### Města a bohatství národů
V této knize jsou zodpovězeny otázky v souvislosti mezi fungováním měst a ekonomikami států. Města nejen že hrála důležitou roli v historii, ale jsou i motorem současného hospodářského rozvoje. Podle ní, ekonomové, ať už jsou liberálové či marxisté, se mylně domnívají, že stát tvoří příslušné ekonomické subjekty. Ovlivněna knihou Adama Smithe Bohatství národů tvrdila, že národní prosperita není nic jiného než součet ekonomické výkonnosti jednotlivých měst v zemi. Makro-ekonomické ukazatele, jako je růst nezaměstnanosti jsou neobjektivní, jde pouze o abstraktní čísla. Jde o to, že některé země dobře ekonomicky prosperují, přesto někteří z jejich obyvatel žijí ve velké chudobě. V této souvislosti zmínila situaci v 60. letech 20. století v Itálii, Brazílii a Spojených státech amerických. Tvrdí, že státní politika je navíc nevhodným nástrojem pro řešení rozdílů mezi regiony v zemi. Vláda by podle ní měla přenechat odpovědnost za ekonomiku městům, protože místní politici znají lépe poměry v daném městě.

### Doba temna přichází
V této knize se Jane Jacobs především zaměřuje na aktuální dění v Severní Americe a vymezuje pět základních pilířů: rodinu, vzdělání, daňový systém, samosprávné profesní skupiny a vědu. Podle ní tyto instituce nejsou nic jiného než základ, na kterém je postavena západní společnost. Znepokojující věcí však je, že u těchto sociálních pilířů dochází ke zhoršení a to zejména ve Spojených státech amerických. V této souvislosti poukázala na nedávný vývoj v oblasti zvyšování rozvodů, boj o studenty mezi vzdělávacími institucemi, ubývající daňové morálky a účetní skandály.